# Bilećko Jezero
Bilećko Jezero är en sjö i Bosnien och Hercegovina. Den ligger i den södra delen av landet, 110 kilometer söder om huvudstaden Sarajevo. Bilećko Jezero ligger 383 meter över havet. Arean är 33 kvadratkilometer. Den sträcker sig 14,4 kilometer i nord-sydlig riktning, och 8,8 kilometer i öst-västlig riktning.
Följande samhällen ligger vid Bilećko Jezero:
- Bileća (13 257 invånare)

Omgivningarna runt Bilećko Jezero är en mosaik av jordbruksmark och naturlig växtlighet. Runt Bilećko Jezero är det ganska tätbefolkat, med 67 invånare per kvadratkilometer.